# Daniel Anyembe
Daniel Anyembe (Esbjerg, 22 luglio 1998) è un calciatore danese naturalizzato keniota, difensore del Viborg.

## Caratteristiche tecniche
È un terzino destro.

## Carriera

### Club
Cresciuto nel settore giovanile dell'Esbjerg, ha esordito in prima squadra il 4 dicembre 2016 disputando l'incontro di Superligaen pareggiato 1-1 contro il Brøndby.

### Nazionale
Ha giocato in tutte le nazionali giovanili danesi comprese tra l'Under-17 e l'Under-21.

## Statistiche
Statistiche aggiornate al 23 aprile 2019.

### Presenze e reti nei club
| Stagione        | Squadra         | Campionato      | Campionato | Campionato | Coppe nazionali | Coppe nazionali | Coppe nazionali | Coppe continentali | Coppe continentali | Coppe continentali | Altre coppe | Altre coppe | Altre coppe | Totale | Totale | Totale |
| Stagione        | Squadra         | Comp            | Pres       | Reti       | Comp            | Pres            | Reti            | Comp               | Pres               | Reti               | Comp        | Pres        | Reti        | Pres   | Reti   |        |
| --------------- | --------------- | --------------- | ---------- | ---------- | --------------- | --------------- | --------------- | ------------------ | ------------------ | ------------------ | ----------- | ----------- | ----------- | ------ | ------ | ------ |
| 2016-2017       | Esbjerg         | SL              | 1          | 0          | CD              | 0               | 0               |                    | -                  | -                  |             | -           | -           | 1      | 0      |        |
| 2017-2018       | Esbjerg         | 1D              | 15         | 0          | CD              | 0               | 0               |                    | -                  | -                  |             | -           | -           | 15     | 0      |        |
| 2018-2019       | Esbjerg         | SL              | 23         | 0          | CD              | 2               | 0               |                    | -                  | -                  |             | -           | -           | 25     | 0      |        |
| Totale carriera | Totale carriera | Totale carriera | 39         | 0          |                 | 2               | 0               |                    | -                  | -                  |             | -           | -           | 41     | 0      |        |